# Kvas

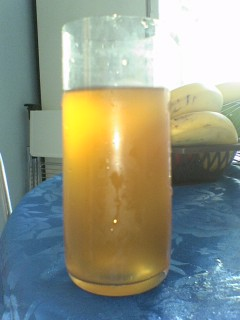
Um copo de Kvas.

Kvas ou Kvass, que significa literalmente "fermento" nas línguas eslavas (квас em ucraniano e em russo; em polaco kwas chlebowy, literalmente "fermento de pão"; em chinês 格瓦斯/克瓦斯 - géwǎsī / kèwǎs, em lituano gira; em estónio kali) é uma bebida produzida através de fermentação muito popular na Rússia, Ucrânia e outros países da Europa Oriental. Ficou conhecida na China graças à influência da cultura eslava. Esta é uma bebida de baixíssimo teor alcoólico (por causa da fermentação), entretanto considerável, portanto é uma bebida para consumo adulto. Kvass é utilizado também para fazer uma refeição chamado de okroshka. Na produção de kvass podem ser usados os extratos de várias amoras e raiz forte.

## Elaboração
O kvas é produzido em sua forma mais rudimentar apenas com pão e água, deixando essa mistura fermentar por alguns dias em um frasco devidamente fechado. A cor e o teor nutritivo e alcoólico do Kvas varia de acordo com o tipo de pão usado para produzi-lo.  É comum acrescentar frutas para lhe dar um sabor mais suave, reminiscente de um refrigerante de hortelã, o que lhe confere um valor mais medicinal. Quando é associado ao capim-limão, apresenta um sabor mais cítrico. As primeiras famílias eslavas faziam a bebida a partir das sobras dos pães de centeio.

## Utilização
O principal uso é como bebida, muito popular na Ucrânia e na Rússia onde se pode encontrar quase em qualquer rua das cidades mais importantes.
Na gastronomia ucraniana, o Kvas é usado como uma bebida para acompanhar diversos pratos (principalmente assados) como se fosse vinho, sendo assim, a cada prato diferente o kvas que acompanha-o tem um sabor mais ou menos refinado, doce ou sem açúcar ou com mais tempo de fermentação. Foi muito popular dentre os camponeses e se proliferou graças aos guerreiros cossacos. O Kvas tambem é o principal ingrediente da sopa fria ucraniana e russa denominada Okroshka
Na Rússia o kombucha, que é uma bebida popular desde começos do século XX, é frequentemente chamado de "chá kvas" ou (incorretamente) apenas como kvas. Essas duas bebidas são muito diferentes, visto que o Kombucha é elaborado a partir de uma colônia de micro-organismos dispersos em um filme de celulose e a fermentação do Kvas é feita com a levedura do pão ou outro tipo de fermento.

## História
O Kvas foi uma bebida muito popular dentre os povos antigos graças a sua disseminação pelo povo ucraniano. Algumas antigas escrituras datam a bebida nos tempos da Gengis Khan.
Seu uso no leste europeu era feito principalmente no verão, onde era bebido como cerveja.
Com as diversas revoluções que assolaram o solo da Ucrânia, vários outros povos como os poloneses, os russos e os lituânios empregaram essa cultura em seus povos, (assim como aconteceu com o famoso perohe (ou vareneky) e como consequência teve seu nome e composição levemente alterados de acordo com o povo com o qual o Kvas era adotado como bebida.

## Terminologia
A palavra "kvas" é derivada do Antigo Oriente eslavo. квасъ, kvasŭ, que significa "fermento" ou "pão fermentado". Hoje as palavras usadas são quase as mesmas: em ucraniano: квас / хлібний квас / сирівець, kvas / khlibnyy kvas; em bielorrusso: квас, kvas; chinês :格瓦斯/克瓦斯, géwǎsī / kèwǎsī; letão: kvass; polaco: kwas chlebowy; russo: квас, kvas.

## Curiosidades

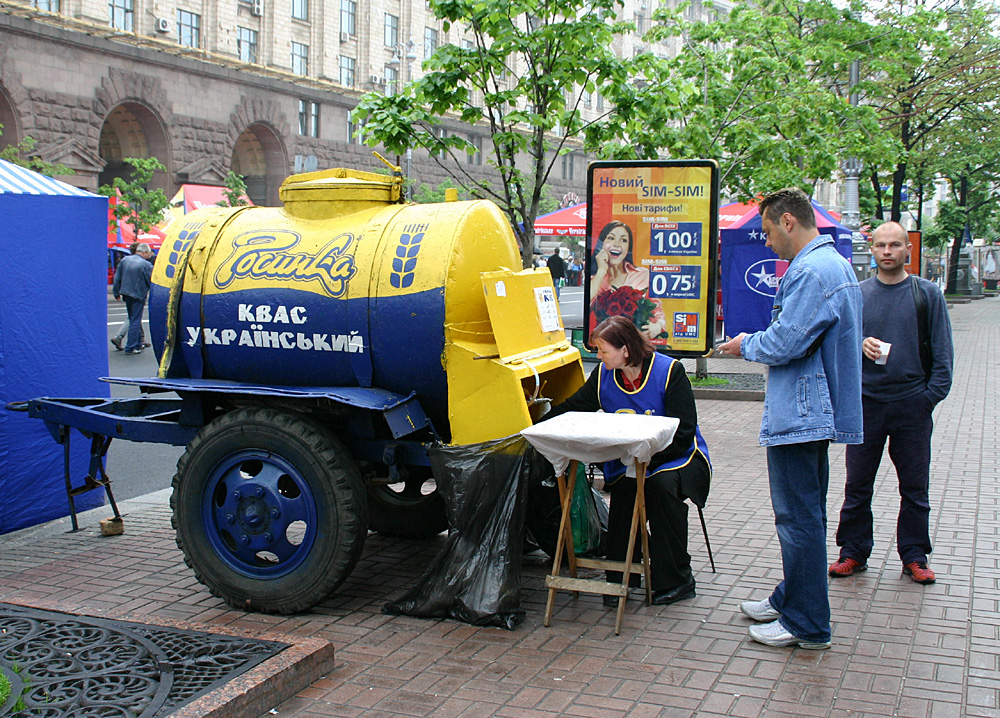
Um vendedor de rua de kvas na rua Khreschatyk em Kiev, Ucrânia.